# Вредный организм

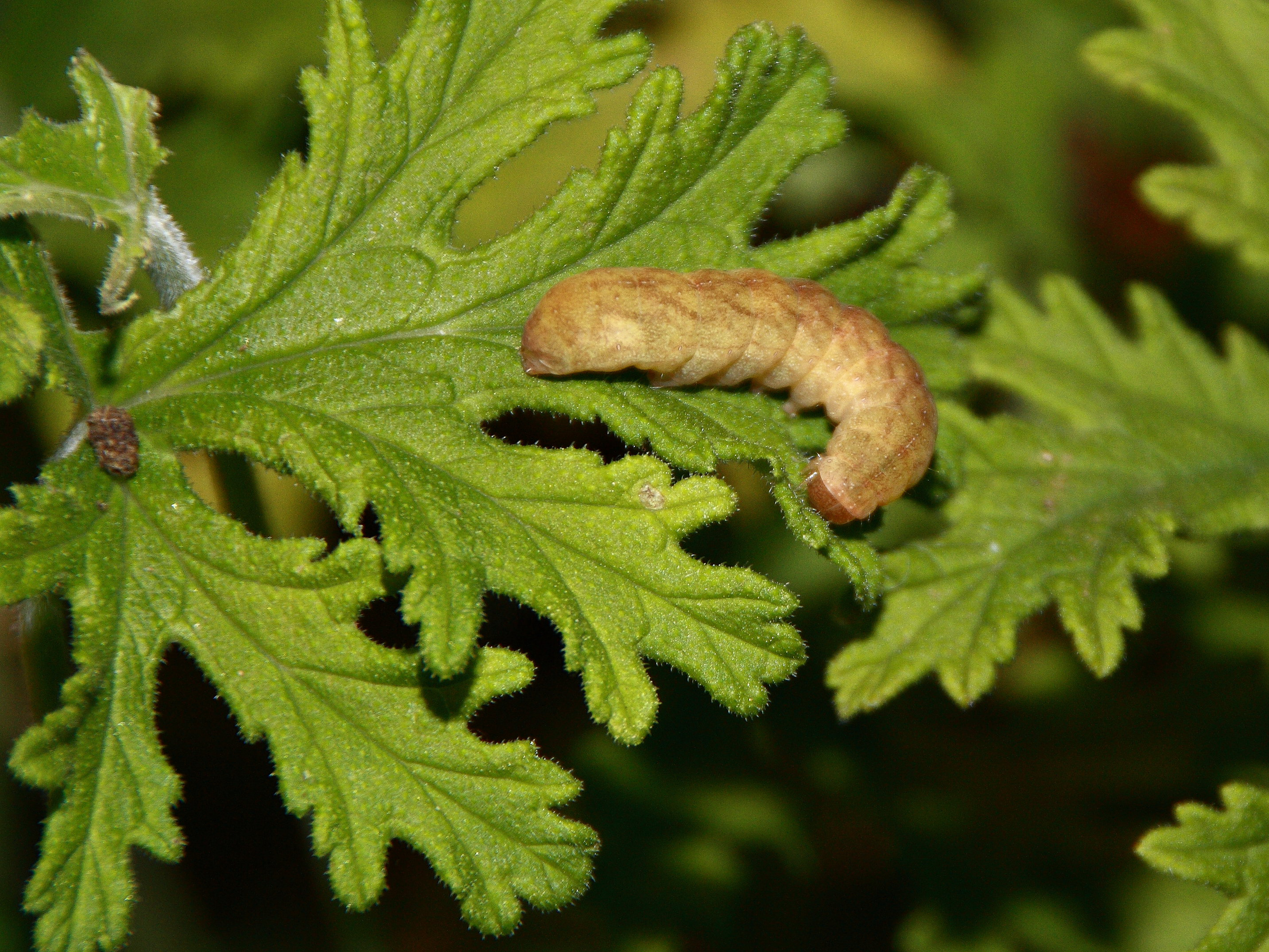
Гусеница совки на лимонной герани

Вредный организм — растение или животное, причиняющее вред человеку или его интересам (например, в растениеводстве и животноводстве); в широком смысле — конкурент человечества.
Вредный организм (в защите растений) — согласно Международной конвенции по карантину и защите растений, это любой вид, раса или биотип растений, животных или патогенных агентов, способный вредить растениям или растительным продуктам. Вредные организмы, против которых осуществляются защитные или карантинные мероприятия, выделены в группу регулируемых вредных организмов.
В защите растений вредные организмы традиционно подразделяются на вредителей растений (позвоночных и беспозвоночных), возбудителей болезней растений и сорные растения (сорняки).
Первый в СССР «Список вредных насекомых СССР и сопредельных стран» опубликован в 1932 г. под редакцией Г. Я. Бей-Биенко и А. А. Штакельберга, который содержал сведения о 3124 видах фауны. Всероссийским НИИ защиты растений Россельхозакадемии подготовлены перечни особо опасных и опасных вредных организмов.